# クイックサンド (バンド)
クイックサンド（Quicksand）は、1990年に結成されたアメリカ合衆国のオルタナティヴ・メタル・バンド。1999年に一度解散するが、2012年に再結成を果たし、以降定期的にライブ活動を行っている。
音楽性から、フガジやヘルメットなどのポスト・ハードコア、オルタナティヴ・メタル・バンドとはよく比較の対象になる。

## メンバー

### 現在のメンバー
- ウォルター・シュライフェルズ (Walter Schreifels) - ボーカル、ギター ※元ゴリラ・ビスケッツ
- アラン・ケイジ (Alan Cage) - ドラム
- セルジオ・ヴェガ (Sergio Vega) - ベース ※2009年以降はデフトーンズでも活動している。
- スティーヴン・ブロツキー (Stephen Brodsky) - ギター

### 旧メンバー
- トム・カポネ (Tom Capone) - ギター

## ディスコグラフィ

### スタジオ・アルバム
- 『スリップ』 - Slip (1993年)
- 『マニック・コンプレッション』 - Manic Compression (1995年)
- Interiors (2017年)
- Distant Populations (2021年)